# Châteaux des Clets
Ne doit pas être confondu avec Château des Clées ou Château de Clefs.
Les châteaux des Clets, dits aussi Clées ou Clefs, sont des fortifications médiévales féodales, disparues, qui étaient situées sur la commune des Clefs en Haute-Savoie. Deux d'entre eux ont été le centre de la seigneurie de la Val des Clets.
L'article présente ainsi trois édifices, un château seigneurial, possession de la famille des Clets, un château comtal, siège du pouvoir des comtes de Genève sur la Val des Clets ainsi que d'une châtellenie, et une maison-forte. Au XIXe siècle, une maison de maître, qui porte le nom de « château des Clefs », a été édifiée à l'emplacement du château seigneurial.

## Géographie
Les châteaux et le bourg des Clets ou Clées (de Cletis), déformé sous la forme des Clefs, sont le centre du pouvoir de la seigneurie de la Val des Clets. Ils sont installés sur un promontoire rocheux – à 720 mètres d'altitude –, dominant la confluence du Fier (Cier dans les documents anciens) et du ruisseau de Champfroid (Chamfray), qui prend sa source au col du Marais,.
Les châteaux du bourg contrôlent ainsi l'accès aux vallées de Serraval et de Manigod, et en amont l'accès à Thônes, qui permet de rejoindre le Genevois et la ville d'Annecy, ainsi que le Faucigny par les voies secondaires. Il est situé sur le versant ouest de La Tournette. L'accès à Serraval se fait notamment par le col du Marais, où se situait une maison-forte dite du Marest (abandonnée au XVIe siècle). Ce dernier contrôle l'axe permettant de rejoindre le village de Serraval, mais au-delà par le col de l'Épine ou le défilé des Éssérieux (Essurieux), la vallée de Faverges et son bourg, voire au-delà Ugine et Conflans (Albertville),.
Le premier édifice, le château seigneurial des Clets, probablement le plus ancien, est situé dans la partie nord du promontoire et appartenait à la famille des Clets. Il contrôle directement la confluence et le chemin arrivant de Thônes.
Le château des comtes de Genève a été édifiée à l'entrée du village, dans la partie sud. Un article de la société savante locale des Amis du Val de Thônes de 1993 indique qu'il se trouvait à l'emplacement de la maison Déplante, sur la partie droite en montant par la Voie Communale no 6 dite du Chef-Lieu.
Entre les deux, dans le centre du bourg, une maison-forte a été édifiée au XIVe siècle par la famille des Genève-Lullin, une branche cadette de la maison de Genève. Elle est située, toujours selon l'article, « approximativement à l'emplacement de l'ancienne maison Vallier ».

## Description

### Château des Clets

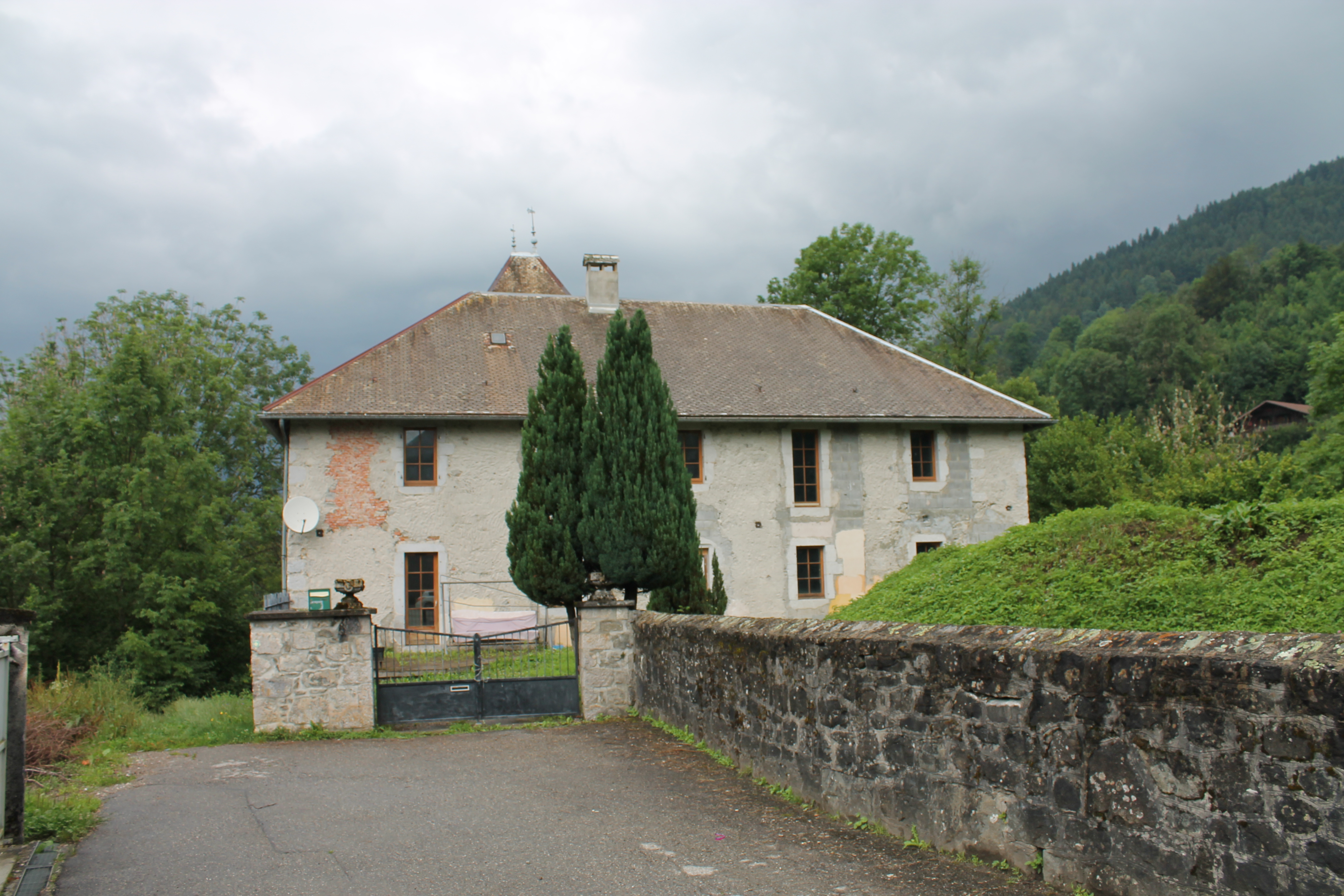
Maison bourgeoise construite sur l'emplacement du château seigneurial.

Le château seigneurial est installé au bout du promontoire rocheux,. Il date très probablement du XIIe siècle, puisque la première mention d'un seigneur des Clets remonte à cette période.
À la suite du déclin du bourg des Clefs, le château tombe en ruines. En 1545, Louis, coseigneur des Clets et seigneur de la Bithieu, vend l'ensemble de ses biens dont le château,,.
Lors de l'annexion du duché de Savoie par les troupes révolutionnaires françaises, en 1792, il ne restait du château et des deux autres édifices que trois tours.
Du château, il ne reste que des souterrains, dont l'accès a été rebouché.

### Château comtal
Le château comtal est construit au sud du bourg, contrôlant ainsi l'entrée du village. Il est le centre de la châtellenie jusqu'à son transfert dans une maison forte de Thônes.

### Maison-forte du Marest
La maison-forte du Marest se situe à proximité du col du Marais, à une altitude de 833 m dans l'actuelle commune de Serraval.
Elle est la possession des seigneurs des Clets. Elle semble entrer dans la famille à la suite du mariage de Jacquemod avec Alison du Marest.
Catherine, veuve de Guillaume des Clets, obtient l'usufruit. Cette dernière a épousé en secondes noces, Pierre bâtard de Genève, auteur des rameaux « Genève-Lullin », puis « Genève-Boringe ». Cette branche de la maison de Genève garde une rente liée à cette maison-forte. 
Au XIVe siècle, les Menthon deviennent co-seigneurs des Clets et obtiennent ainsi une part la moitié de la maison forte et des biens du Marest. Au XVIe siècle, émerge la tige des Menthon du Marest.

### Maison de maître (chef-lieu)
Au XIXe siècle, une maison de maître, dite « château des Clets », est construite à l'emplacement des ruines du château seigneurial. Il a été pendant une longue période la possession de la famille de notables Depommier.

## Seigneurie de la Val des Clets

### Territoire de la seigneurie
La seigneurie des Clets ou de la Val des Clets appartient à l'origine à la famille des Clets, avant l'implantation des comtes de Genève et le « partage » du pouvoir. Ces seigneurs sont suffisamment puissants pour être présentés comme indépendants vis-à-vis des comtes,.
Le territoire des seigneurs des Clets « [s'étend] sur Thônes et son mandement, sur Alex, Manigod, Le Grand-Bornand, jusqu'au mandement d'Ugine et aux environs du lac d'Annecy », soit l'ancien canton de Thônes à l'exception de La Balme et de La Clusaz. Cette juridiction s'étend donc « sur l'ensemble de la vallée et même au-delà du col de l'Épine et des Éssérieux, en direction d'Ugine et de Faverges ».
Elle est à partir d'une période non déterminée une co-seigneurie, appartenant d'une part à la famille des Clets et de l'autre aux comtes de Genève, selon Louis Blondel. Elle est également une châtellenie comtale, entre les mains d'un châtelain (voir infra).

### Co-seigneurs de la Val des Clefs
Au-delà de la famille des Clets et des comtes de Genève, un certain nombre de familles nobles du Genevois puis de Savoie ont possédé la co-seigneurie de la Val des Clefs. Le chanoine François Pochat-Baron en propose une liste présentée ci-dessous.

## Châtellenie de La Val des Clefs, puis de Thônes

### Organisation
Le château comtal est le siège d'une châtellenie, dit aussi mandement (mandamentum) dite de la Val des Clets (Vallis Cletrarum).
Il s’agit d’une châtellenie comtale, relevant directement du comte de Genève.
La châtellenie est constituée de deux mestralies (division du mandement), entre les mains d'un métral :
- mestralie de Bornand ou du Vivier, parce qu'elle a appartenu à un membre de la famille du Vivier, avant 1329, avec tout ou partie des communes actuelles de La Chapelle de Saint-Jean-de-Sixt, La Clusaz (La Cluse), Les Clefs, Le Grand-Bornand, Manigod, Thônes ;
- mestralie de Serraval, avec Serraval.

### Historique
Au cours du début du XIIIe siècle, le bourg des Clefs perd de son influence face à celui de Thônes qui se développe, à l'initiative des comtes de Genève. En 1312, Thônes obtient en effet un marché, qui supplantera celui des Clefs au cours des décennies suivantes,. En 1338, les comtes Amédée III de Genève et Aymon de Savoie font établir la limites de leurs confins, notamment entre les châtellenies d'Ugine et de Thônes-Val des Clets, avec l'intervention de témoins au cours d'une enquête,. Vers l'année 1340, il semble que le châtelain réside désormais dans une maison-forte que possède le comte de Genève dans le bourg de Thônes, d'où le changement de nom dans l'usage de la châtellenie, substituant « Thônes » à « La Val des Clets ».
Lorsque le comté de Genève est acheté par le comte de Savoie, Amédée VIII, le 5 août 1401, la châtellenie de Thônes reste entre les mains de Blanche de Genève et sa sœur Catherine, qui en ont hérité en 1396, de leur mère, Mathilde d'Auvergne,. En 1416, à la mort de Blanche, dernière héritière des Genève, ses droits passent aux deux jeunes filles de Catherine, notamment la seconde, Mathilde de Savoie, qui porte le titre de comtesse de Genève. Elle vend l'année suivante ses droits au nouveau duc de Savoie, Amédée VIII, dont ceux sur la vallée de Thônes,,.

### Châtelains
Dans le comté de Genève, puis à la suite de l'intégration en 1417 au comté de Savoie, le châtelain est un « [officier], nommé pour une durée définie, révocable et amovible »,. Il est chargé de la gestion de la châtellenie ou mandement, il perçoit les revenus fiscaux du domaine, et il s'occupe de l'entretien du château. Le châtelain est parfois aidé par un receveur des comptes, qui rédige « au net [...] le rapport annuellement rendu par le châtelain ou son lieutenant ».
Le plus ancien compte de la châtellenie de la Val des Clets, remonte à la période 1328-1329, et le châtelain du comte de Savoie est un certain Johannis de Rupecula castelani Vallis Cletrarum, Jean issu de la famille de La Rochette. Le châtelain délaisse le château pour une maison dans le bourg de Thônes, vers 1340.
À partir de l'année 1340, le châtelain de la Val des Clets se fait appeler châtelain de Thônes.